# 田阪美徳
田阪 美徳（たさか よしのり、1895年 - 1969年）は、日本の造園家。明治神宮・橿原神宮の林苑造成、伊勢神宮の修復などの大事業に多く関わった、神社林苑の計画造成管理の権威。

## 人物
広島県三原市出身。1920年（大正9年）東京帝国大学農学部農学科卒業後、明治神宮造営局に入局、1930年造営局廃止と共に明治神宮外苑管理署技師（内務省）に任ぜられる。以来10年間は外苑主任技師としてその管理運営に当った。1936年、外苑管理署技師から内務技師となり神社局に勤務、全国の官国幣社の林苑整備に終始関与することとなる。
1937年からは紀元2600年祝典事務局の嘱託として、橿原神宮、畝傍山東北陵、宮崎神宮の境域拡張整備に従事した。1940年神武院の設置に伴い同院の技師。翌年内務技師を兼任、神宮関係造営所勤務となり、終戦に至る。
1946年（昭和21年）、井下清の後をついで東京都建設局公園課長となる。過労により病気療養のために課長職を1952年退き退職。終戟後の混乱時における公園緑地の秩序回復に尽力、とくに農地法による公園緑地（と、その予定地）の解放（農地解放）に抵抗し「ことわり田阪」とあだ名されることになる。結果として体を病むこととなった。その間1948年東京都公園協会設立にも参画。退職後は明治神宮林苑常勤嘱託として古巣にもどっている。
1955年より神宮の戦災復興が始められると臨時造営部に兼務し、1956年明治神宮技師となる。権威者として新潟県弥彦神社、宮城県塩釜神社等の林苑整備を委嘱されている。とくに1960年から伊勢湾台風により大被害を受けた伊勢神宮の災害復旧事務を嘱託、林苑整備に専念、1965年からは伊勢神宮評議員となる。1967年からは顧問を委嘱。こうして神社林苑の権威であると同時に、庭園の設計管理などにも緻密な技術を発揮し、図面作成などもかなり得意であった。
そのほか文雅を愛し、和歌や俳句、書道、水墨画に長じていて、酒を愛し、各種の趣味園芸の団体にも力を貸し、情味あふれる人であったという。
1967年建設省専門委員を委嘱して万国博政府出展日本庭園設計委員会委員長として、大阪万博日本庭園の作庭に際し指導的立場にあったが、庭園の完成を見ずして病没する結果となった。